# 水野達稀
水野 達稀（みずの たつき、2000年7月30日 - ）は、香川県丸亀市出身のプロ野球選手（内野手）。右投左打。北海道日本ハムファイターズ所属。

## 経歴

### プロ入り前
丸亀城西高等学校では高校通算27本塁打。3年生時の第100回全国高等学校野球選手権大会・香川大会ではリードオフマンを務め、決勝の高松高校戦では逆転となる左中間三塁打を放ち、13年ぶり5回目の夏の甲子園出場に貢献した。甲子園では1回戦で日南学園と対戦。「1番・遊撃手」で先発出場するも4打数無安打に終わり、0-2で敗退した。
卒業後は「3年でのプロ入り」を目指しJR四国へ入社。
1年目から遊撃の定位置を獲り、第90回都市対抗野球大会の三菱重工神戸・高砂戦では2000年以降生まれで初となる本塁打を放った。
2年目の都市対抗では四国銀行の補強選手として出場。2回戦のパナソニック戦で決勝の二塁打を含む3安打を記録。
3年目の第46回社会人野球日本選手権大会では初戦の三菱重工West戦で、9回にサヨナラ本塁打を記録し大会優秀選手（遊撃手部門）に選出された。
2021年10月11日に行われたドラフト会議にて、北海道日本ハムファイターズから3位指名を受け、12月4日に契約金5000万円、年俸900万円で契約した（金額は推定）。背番号は43。担当スカウトは加藤竜人。

### 日本ハム時代
2022年はオープン戦で打率.323、1本塁打を記録して開幕一軍入りし、ソフトバンクとの開幕戦は「9番・遊撃手」として先発出場したが、8試合で15打数無安打と結果を残せず4月4日に一軍登録を抹消された。5月4日に再登録されると、5日の楽天戦でプロ初安打を記録した。6月下旬に右足の違和感を感じて病院で受診し、右脛疲労骨折と診断され、離脱した。8月31日に二軍戦で69日ぶりに復帰し、第1打席で安打を記録した。しかしシーズン中の一軍再昇格は叶わず、シーズンでは21試合の出場で打率.122にとどまった。オフに現状維持の年俸900万円で契約を更改した。オフの12月、一般女性と結婚した。
2023年は4月14日に一軍初昇格を果たしたものの、打撃不振に苦しみ、6月8日に登録抹消。以降は一軍での出場はなかった。シーズンでは前年を上回る31試合に出場したものの、打率は.161と結果を残すことができなかった。11月22日に50万円増の年俸950万円で契約を更改した。
2024年は、春季キャンプは二軍スタートだったが、二軍から一軍紅白戦など実戦に呼ばれた際に続けてアピールすることに成功し、2月15日に一軍昇格。オープン戦期間中の3月8日に監督の新庄剛志から直接、レギュラーであることを告げられた。「7番・遊撃手」として2022年以来2年ぶりに開幕スタメンで出場したロッテ戦でマルチヒットを記録した。5月12日のロッテ戦の9回裏5-5の同点、一死満塁の場面で右前へプロ入り後初のサヨナラ打を記録した。5月は15日の西武戦でプロ初本塁打を記録するなど本塁打を3本放ちOPS.802を記録した。その後も正遊撃手として出場を続けていたものの、6月21日の楽天戦で走塁中に右足関節外側靭帯損傷を負い、翌6月22日に出場登録を抹消された。7月2日、オールスターゲームにファン投票で選出されたが、前述の故障により出場を辞退した。8月6日に一軍再登録された。9月10日の西武戦では試合途中から出場し、9回裏二死三塁の打席でシーズン2本目の右前サヨナラ打を放った。最終的に、前年を大きく上回る105試合に出場し、打率.220、7本塁打、37打点、9盗塁の成績を残した。シーズンは低打率にとどまったものの、クライマックスシリーズでは全6試合に遊撃手として先発起用され、チームがファイナルステージで敗退する中、自身は20打数8安打、打率.400を記録した。オフには2050万円増となる推定年俸3000万円で契約を更改した。

## 選手としての特徴・人物
広角に長打が打てるパンチ力を秘めた勝負強い打撃、50mを6秒0で駆ける俊足を生かした広い守備範囲、遠投110mの強肩から投げる正確な送球が魅力の遊撃手。
JR四国時代は香川県にある宇多津駅に駅員として勤務していた。

## 詳細情報

### 年度別打撃成績
| 年 度     | 球 団     | 試 合 | 打 席 | 打 数 | 得 点 | 安 打 | 二 塁 打 | 三 塁 打 | 本 塁 打 | 塁 打 | 打 点 | 盗 塁 | 盗 塁 死 | 犠 打 | 犠 飛 | 四 球 | 敬 遠 | 死 球 | 三 振 | 併 殺 打 | 打 率 | 出 塁 率 | 長 打 率 | O P S |
| --------- | --------- | ----- | ----- | ----- | ----- | ----- | -------- | -------- | -------- | ----- | ----- | ----- | -------- | ----- | ----- | ----- | ----- | ----- | ----- | -------- | ----- | -------- | -------- | ----- |
| 2022      | 日本ハム  | 21    | 44    | 41    | 4     | 5     | 2        | 0        | 0        | 7     | 0     | 1     | 1        | 1     | 0     | 2     | 0     | 0     | 16    | 0        | .122  | .163     | .171     | .334  |
| 2023      | 日本ハム  | 31    | 62    | 56    | 1     | 9     | 4        | 1        | 0        | 15    | 6     | 1     | 1        | 1     | 1     | 4     | 0     | 0     | 21    | 0        | .161  | .213     | .268     | .481  |
| 2024      | 日本ハム  | 105   | 359   | 332   | 30    | 73    | 8        | 8        | 7        | 118   | 37    | 9     | 5        | 12    | 1     | 13    | 1     | 1     | 81    | 2        | .220  | .251     | .355     | .606  |
| 通算：3年 | 通算：3年 | 157   | 465   | 429   | 35    | 87    | 14       | 9        | 7        | 140   | 43    | 11    | 7        | 14    | 2     | 19    | 1     | 1     | 118   | 2        | .203  | .237     | .326     | .564  |

- 2024年度シーズン終了時

### 年度別守備成績
| 年 度 | 球 団    | 二塁  | 二塁  | 二塁  | 二塁  | 二塁  | 二塁     | 三塁  | 三塁  | 三塁  | 三塁  | 三塁  | 三塁     | 遊撃  | 遊撃  | 遊撃  | 遊撃  | 遊撃  | 遊撃     |
| 年 度 | 球 団    | 試 合 | 刺 殺 | 補 殺 | 失 策 | 併 殺 | 守 備 率 | 試 合 | 刺 殺 | 補 殺 | 失 策 | 併 殺 | 守 備 率 | 試 合 | 刺 殺 | 補 殺 | 失 策 | 併 殺 | 守 備 率 |
| ----- | -------- | ----- | ----- | ----- | ----- | ----- | -------- | ----- | ----- | ----- | ----- | ----- | -------- | ----- | ----- | ----- | ----- | ----- | -------- |
| 2022  | 日本ハム | 6     | 9     | 9     | 0     | 1     | 1.000    | 8     | 0     | 7     | 0     | 0     | 1.000    | 8     | 4     | 9     | 2     | 3     | .867     |
| 2023  | 日本ハム | 21    | 22    | 33    | 0     | 7     | 1.000    | 2     | 1     | 0     | 0     | 0     | 1.000    | 7     | 8     | 19    | 3     | 3     | .900     |
| 2024  | 日本ハム | -     | -     | -     | -     | -     | -        | -     | -     | -     | -     | -     | -        | 102   | 157   | 284   | 12    | 60    | .974     |
| 通算  | 通算     | 27    | 31    | 42    | 0     | 8     | 1.000    | 10    | 1     | 7     | 0     | 0     | 1.000    | 117   | 169   | 312   | 17    | 66    | .966     |

- 2024年度シーズン終了時

### 記録
初記録
- 初出場・初先発出場：2022年3月25日、対福岡ソフトバンクホークス1回戦（福岡PayPayドーム）、「9番・遊撃手」で先発出場
- 初打席：同上、3回表に千賀滉大から空振り三振
- 初安打：2022年5月5日、対東北楽天ゴールデンイーグルス9回戦（札幌ドーム）、1回裏に岸孝之から右前安打
- 初盗塁：2022年5月15日、対福岡ソフトバンクホークス9回戦（札幌ドーム）、2回裏に本盗（投手：石川柊太、捕手：甲斐拓也）※一塁走者・松本剛と重盗[39][40]
- 初打点：2023年4月19日、対千葉ロッテマリーンズ5回戦（エスコンフィールドHOKKAIDO）、2回裏に森遼大朗から右前適時打
- 初本塁打：2024年5月15日、対埼玉西武ライオンズ7回戦（エスコンフィールドHOKKAIDO）、7回裏に本田圭佑から右中間越ソロ[41]

その他の記録
- オールスターゲーム選出：1回（2024年）※ファン投票で選出されたが、出場辞退

### 背番号
- 43（2022年[8] - ）

### 登場曲
- 「To The Top」¥ellow Bucks（2022年[42]）
- 「Heart Shaker」TWICE（2022年[43]）
- 「SET ME FREE」TWICE（2023年）